# 珍道中!!ポールの大冒険
『珍道中!!ポールの大冒険』（ちんどうちゅう!!ポールのだいぼうけん）は2009年2月3日にWiiウェアとして配信開始されたセガの横スクロール型アクションゲーム。プロデューサーは見吉隆夫。

## 概要
8ビットゲーム機風の横スクロール型アクションゲーム。ゲーム内にはメタフィクション的な内容を含む「ネタ（ギャグ）」が100個用意されており、プレイ中に「ネタ」を出現させるのもゲームの目的のひとつである。「ネタ」は進行中に強制的に出現するものもあれば、意図的な操作をしなければ出ないものもあり、出現方法の難しさによって「金」「銀」「銅」に振り分けられ、クリア時にボーナスとして加算される。プレイヤーのミスまたはミスしようとする行動によって出現する「ネタ」もあるため、1UPアイテムは多数用意されている。
ネタは放送作家の遠藤敬（元「誉」）、高橋倫玲、杉原亮一が担当。ゲーム内でネタに突っ込んでいる声は遠藤のものである。
なお、「珍シリーズ」第2弾として、同年10月29日にWii用ゲーム『珍スポーツ』が発売（こちらはパッケージソフト）。限定版には『珍道中!!ポールの大冒険』と『珍スポーツ』のサウンドトラックCDが同梱された。

## キャラクター
ポール
主人公（プレイヤーキャラクター）のカウボーイ。シャロンを救うために世界中を冒険する。
シャロン
ポールの恋人。密猟者に攫われる。
密猟者
敵キャラクター。ボスはワールド間のデモに登場。子分は牛など動物のコスプレをしている。